# 咬噬 (電視劇)
《咬噬》（英語：The Bite）是一部結集科幻、驚悚和喜劇成分的美國網絡迷你劇集。製作人為羅伯特·金和米歇爾·金。2021年5月21日在Spectrum上獨家首播，上載了全季6集。

## 簡述
替現實的流行疫情添上恐怖故事元素，將冠狀病毒疫情比喻成殭屍啓示錄，以暗黑喜劇的形式呈現「政府掩蓋疫情」、「社會廣泛否認疫情」及「警告老年人感染風險最大」等事件。故事講述致命的新型冠狀病毒突然在紐約市爆發第二波疫情，傳染途徑是通過被咬傷，感染者會像殭屍一樣到處咬人。可是，新聞媒體開始隱瞞病毒變異的消息。兩個居住在上下層鄰居瑞秋和莉莉開始一起合作檢測病毒。她們奔波於日常生活，妥善利用著她們的隔離生活。

## 角色
- 奧黛莉·麥唐娜 飾演 瑞秋·布泰拉 (Rachel Boutella)，是個因爲疫情而忙碌於向病人提供遠程線上醫療咨詢的醫生，有位在雜貨店被咬的病人出現低血壓，並在鏡頭前死去，令她意識到有東西在慢慢傳播著。她與丈夫扎克的婚姻搖搖欲墜，有著婚外情。在與鄰居莉莉合作全職研究變異病毒時，在丈夫的線上幫助下，在厨房檢測著莉莉的客人的血液和組織。

- 泰勒·席林 飾演 莉莉·萊瑟瑟 (Lily Leithauser)，住在瑞秋樓上，是個作家，同時有另一份負責扮演女性施虐狂的日間工作。在疫情隔離中，她努力説服她的華爾街客戶：她的「特定技能」在視頻通話中跟面對面一樣有效。有位客人在莉莉的公寓殭屍化，她把他銬在冰箱門上時，但他居然咬斷了自己的手。在與鄰居瑞秋合作全職研究變異病毒時，負責追蹤食肉的感染者。

- 史提芬·帕斯夸爾 飾演 扎克醫生 (Dr. Zach) ，瑞秋的丈夫，遠在華盛頓的美國疾病管制與預防中心擔任重要的工作。與妻子瑞秋的婚姻失去了熱情，有著婚外情。

- 菲莉帕·蘇 飾演塞尼·埃斯特里奧 (Cydni Estereo)，白宮助理、扎克的出軌對象。

- 威爾史雲遜（英语：Will Swenson (actor)） 飾演 布萊恩·里特 (Brian Ritter)，戰地攝影師、瑞秋的出軌對象。

- 萊斯莉·奧加姆斯 飾演 海絲特·布特拉醫生 (Dr. Hester Boutella)
- 琳達·伊蒙（英语：Linda Emond） 飾演 莉莎·昆托 (Lisa Quinto)
- 邁克·烏里 飾演 喬希 (Josh)，網絡節目主持人，負責為人們的Zoom虛擬背景評分。
- 萊恩·史潘（英语：Ryan Spahn） 飾演 喬爾 (Joel)，網絡節目主持人，負責為人們的Zoom虛擬背景評分。
- 雀爾雪·李·威廉（英语：Chelsea Lee Williams） 飾演 邦妮 (Bonnie)
- 伍德琳·艾迪（英语：Woodlene Alexis） 飾演 伊娃 (Eva)
- 本·申克曼 飾演 巴卡林 (Baccarin)

## 外部鏈結
- 官方网站
- 互联网电影数据库（IMDb）上《咬噬》的资料（英文）